# Zofia Charszewska
Zofia Charszewska z domu Uziembło (ur. 22 kwietnia 1909 we Lwowie, zm. 22 czerwca 1941 tamże) – polska pisarka, autorka wierszy i opowiadań dla dzieci i młodzieży, oraz autorka powieści Franek, jego pies i spółka.
Początkowo pracowała jako nauczycielka, jednak po kilka latach, z powodu choroby, musiała przerwać wykonywanie zawodu i zaczęła pisać. Debiutowała w „Płomyczku” w 1930 i związana była z nim aż do wojny, publikując rocznie do kilkudziesięciu tekstów. Równolegle studiowała bibliotekoznawstwo. Wydała kilka książeczek (np. Spółdzielnie młodzieży, Pracujmy gromadą) poświęconych szkolnym kooperatywom i szkolnym kasom oszczędności (SKO).
Po wybuchu wojny w 1939 Zofia Charszewska z mężem, Adamem Charszewskim (zawarli małżeństwo w lutym 1930 w pierwszej w Radomiu ceremonii cywilnej), zamieszkali w okupowanych przez sowietów Lwowie i znaleźli zajęcie w „Państwowym Wydawnictwie Mniejszości Narodowych ZSRR”, w dziale czytanek dla młodzieży. 
Pisarka zginęła 22 czerwca 1941, w dniu rozpoczęcia Operacji Barbarossa, podczas niespodziewanego niemieckiego nalotu bombowego na Lwów, kiedy to bomba uderzyła w idącą ulicą grupkę pisarzy. Zginęli wtedy: Aleksander Hawryluk, Stepan Tudor, Franciszek Parecki i ich żony, oraz Zofia Charszewska.
Jej jedyna książka beletrystyczna – Franek, jego pies i spółka – była pierwotnie drukowana w odcinkach w 1938 w „Płomyczku” (od nr 21 z 3 lutego do nr 39 z 9 czerwca). Pierwsze wydanie książkowe w 1947, kolejne wydania w latach 1948, 1950, 1954, 1956,1960, 1961.
Książka bazuje na autentycznej historii. We wstępie czytamy: Franek istniał naprawdę. I naprawdę istniał Kruczek. Frankowi i jego rodzinie powodziło się jako tako, dopóki jego ojciec miał pracę. Gdy ją stracił musiał wyjechać z miasteczka w poszukiwaniu nowej, a syn... postanowił zostać śmieciarzem. Oczywiście trudno było Frankowi przedzierzgnąć się w śmieciarza. Palił go wstyd. A nuż kto zobaczy?. W końcu, zaniedbując naukę, przełamał się, spotkał też kolegę Józka, który nauczył go śmieciarskiego fachu. A kiedy dołączył do nich mały Julek, Stefek Bartczak i Romek Stolarski zorganizowali spółkę z własnym honorowym regulaminem. Ojciec Franka wypowiedział też znamienne słowa Trzeba być solidarnym. Jeden za wszystkich, a wszyscy za jednego.
Prof. Bolesław Olszewicz, autor Listy strat kultury polskiej z 1947 wymienił w niej nazwisko Zofii Charszewskiej. Pisarka nie znalazła się na Liście strat kultury polskiej 1939–1945 przygotowywanej przez Andrzeja K. Kunerta (I tom, 1998).